# Laboratorieholmen

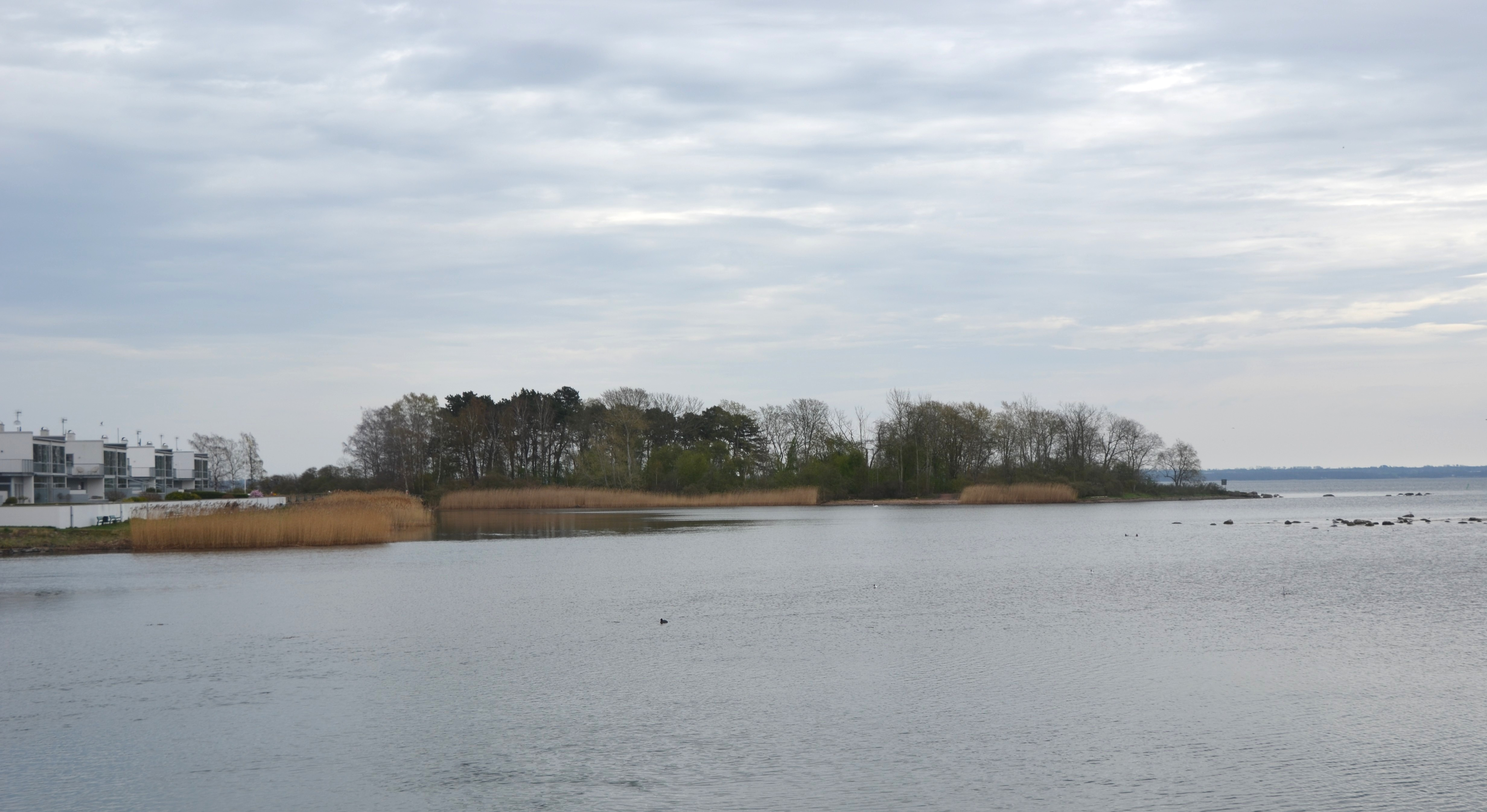
Laboratorieholmen, sedd från brobanken till Varvsholmen. Bebyggelsen på Varvsholmen skymtar till vänster.

Laboratorieholmen är en liten ö utanför Varvsholmen och Kvarnholmen i Kalmar.
I samband med flytten av staden Kalmar från nuvarande Gamla stan till Kvarnholmen byggdes 1681 den 125 meter långa Holmbron i Storgatans nordöstra förlängning i Kattrumpan. Den förband dåvarande Södra Knarrholmen med staden. På Södra Knarrholmen uppförde Kronan på 1680-talet Kalmar skeppsgård  för örlogsskepp. Denna fanns där ett tiotal år, innan verksamheten flyttades till det nyuppförda Karlskrona och blev Karlskrona örlogsvarv.
Holmen har under åren haft många namn: Kampen, Södre Knarr, Södra Knarrholmen, Lilla Knarrön, Skeppsholmen, Lilla varvet, Lotsholmen, Skärholmen och Skansholmen. 
Över åren har den varit lokal för bland annat skeppsvarv i ett par omgångar, Amiralitetets krutlaboratorium på 1700-talet samt lotsstation. Krutlaboratoriet förstördes i en explosion 1795. 
År 1865 anlade Foenanderska varvet en slip, en mekanisk verkstad samt ett gjuteri på ön. Anläggningen brann ned 1867.
Träbron till Kvarnholmen revs i slutet av 1700-talet. En ny träbro, denna gång till Varvsholmen, tillkom på 1990-talet.
Laboratorieholmen var fram till 1937 - tidvis bebodd av ett fåtal personer,